# ジョン・クルー (初代クルー男爵、1742-1829)

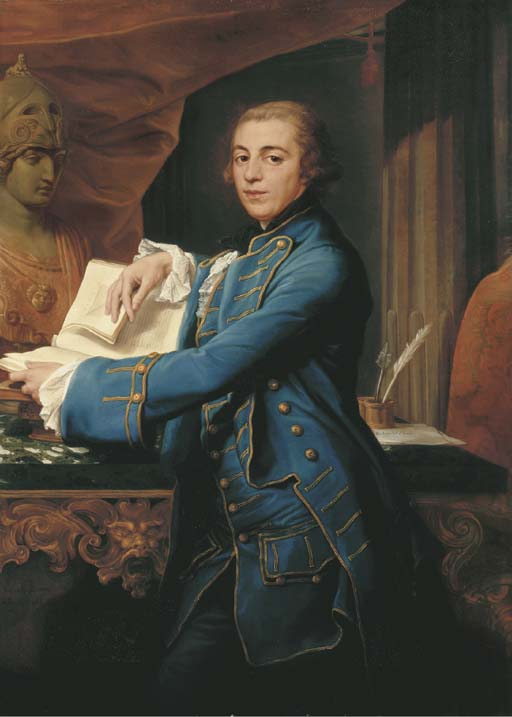
ポンペオ・バトーニによる肖像画、1760年。

初代クルー男爵ジョン・クルー（英語: John Crewe, 1st Baron Crewe、1742年9月27日 – 1829年4月28日）は、イギリスの政治家、貴族。1765年から1802年まで庶民院議員を務めた。1782年議会法（通称「クルー法」）を推進、可決させたことで知られる。

## 生涯

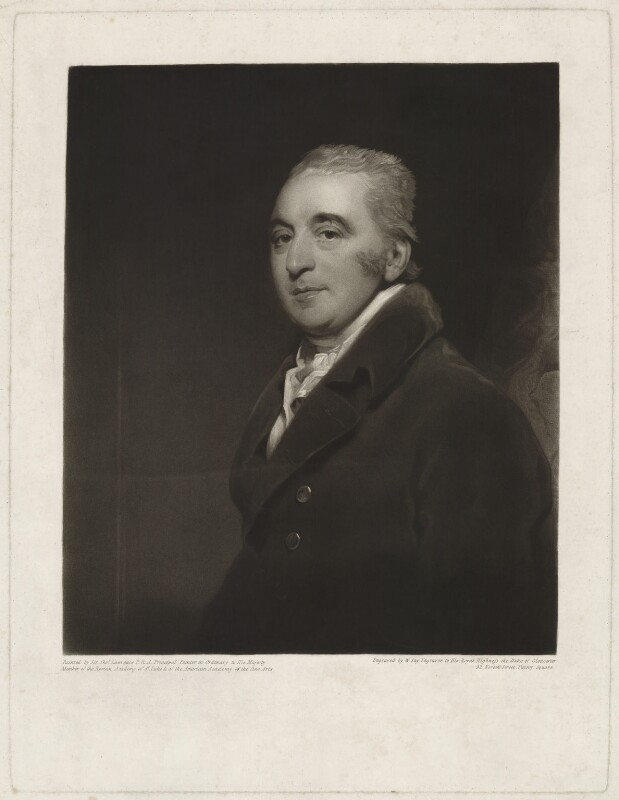
初代クルー男爵、1811年ごろのエングレービング、原作トーマス・ローレンス。

庶民院議員ジョン・クルー（1752年9月18日没、ジョン・クルーの息子）と妻エリザベス（Elizabeth、旧姓シャトルワース（Shuttleworth）、リチャード・シャトルワースの娘）の長男として、1742年9月27日に生まれ、セント・ジョージ・ハノーヴァー・スクエアで洗礼を受けた。ウェストミンスター・スクールで教育を受けた後、1760年2月19日にオックスフォード大学クライスト・チャーチに入学したが、学位は修得しなかった。1761年から1763年までグランドツアーに出て、フランスとイタリアを旅した。
1764年にチェシャー州長官を務めた後、1765年3月にスタッフォード選挙区の補欠選挙に出馬して、177票で当選した。この当選は友人ヒューゴ・メイネルの支持を受けた結果とされる。1768年イギリス総選挙ではチェシャー選挙区に鞍替えして再選、以降1774年、1780年、1784年、1790年、1796年の総選挙で再選した。
議会入りから1784年までの採決では概ね友人の第3代グラフトン公爵オーガスタス・フィッツロイに追随したが、1765年から1774年までの投票記録は1回だけだった。1775年10月にアメリカ独立戦争をめぐりグラフトン公爵が野党に転じると、クルーも同じく野党に転じ、以降ノース内閣（1770年 – 1782年）が倒れるまで野党にとどまった。ノース内閣末期には関税庁、郵政省など歳入部門の官僚の投票権を取り上げる改革に取り組むようになり、1780年、1781年、1782年の3度にわたって議案を提出した。この3度目の提出は可決されて1782年議会法（通称「クルー法」（Crewe's Act））になり、ロッキンガム侯爵内閣（1782年）に行われた改革の1つとなった。
シェルバーン伯爵内閣期（1782年 – 1783年）では支持を取りつけようとした首相第2代シェルバーン伯爵ウィリアム・ペティに対し、グラフトン公爵はクルーがグレートブリテン貴族への叙爵を目指し、どのような内閣においても官職に就任しないだろうという見解を示したが、シェルバーン伯爵にクルーと直接会うよう助言した。その後、クルーは同内閣期に対米戦争の予備講和条約に賛成票を投じ、続くフォックス＝ノース連立内閣（1782年 – 1783年）でチャールズ・ジェームズ・フォックスが提出した東インド法案にも賛成票を投じた。
フォックスはクルーの政界における主な盟友の1人であり、ホレス・ウォルポールによればクルーは1773年にはフォックスの借金返済に毎年1,200ポンドを支払っていた。フォックス＝ノース連立内閣が1783年末に崩壊する前には年12,000ポンドを支払ったとされた。クルーは連立内閣が崩壊した後もフォックス派にとどまり、フランス革命をめぐりエドマンド・バークやポートランド公爵派ホイッグ党がフォックスと距離を置いた後は政治ではフォックス派にとどまりつつ私的にはバークらとの友人関係を維持した。1790年代にも概ね野党の一員として行動、フォックス派が1797年より議会欠席戦術をとったときもそれに従った。1801年末より引退を検討、1802年イギリス総選挙をもって議員を退任した。
1806年2月25日に連合王国貴族であるチェシャーにおけるクルーのクルー男爵に叙された。フォックスは1784年2月にもクルーを首相に就任した暁での叙爵リストに含めており、1806年の挙国人材内閣成立でフォックスが入閣して、ようやく叙爵が実現したのであった。クルーが貴族院で演説した記録はなかったが、引き続きホイッグ党に属した。
1829年4月28日にロンドンのグローヴナー・ストリート（Grosvenor Street）にある自宅で死去、息子ジョンが爵位を継承した。

## 家族

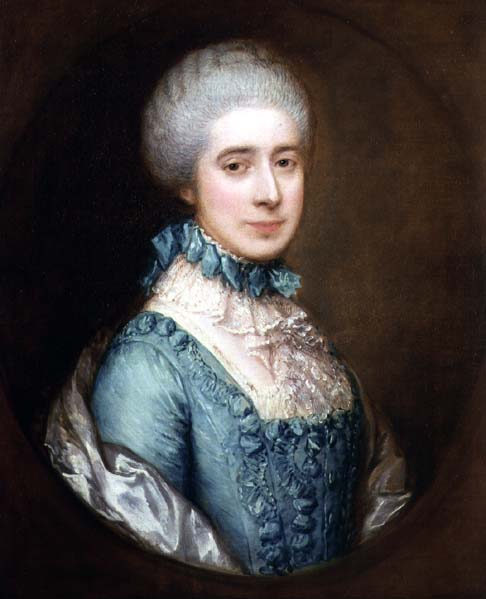
フランシス・アン・クルーの肖像画。トマス・ゲインズバラ画、1788年以前。

1766年4月4日、フランシス・アン・グレヴィル（1818年12月23日没、フルク・グレヴィルと妻フランシスの娘）と結婚、2男2女をもうけた。
- ジョン（1772年 – 1835年12月4日） - 第2代クルー男爵[1]
- エリザベス・エマ（英語版）（1780年 – 1850年[9]） -  1809年4月21日、庶民院議員フォスター・カンリフ＝オフリー（1782年8月17日 – 1832年4月19日）と結婚、子供なし[10]